# Левковец, Елена Арнольдовна
Елена Арнольдовна Левковец (род. 29 октября 1979 год) — мастер спорта, тренер-преподаватель по фигурному катанию, заслуженный тренер России Первый тренер олимпийской чемпионки Юлии Липницкой.

## Биография
Занималась фигурным катанием, защитив норматив мастера спорта. В 1999 году стала выпускником Уральского государственного педагогического университета. Тренер-преподаватель высшей квалификационной категории в ДЮСШ «Локомотив» Екатеринбурга. Елена Левковец — первый тренер чемпионки Олимпийских Игр Юлии Липницкой, занималась со спортсменкой в ДЮСШ «Локомотив» c 2002  по март 2009 года. Среди её учеников были Роман Плешков, Дмитрий Ялин, которые впоследствии стали призерами международных соревнований. После победы Юлии Липницкой на Олимпиаде 2014, Елене Левковец присвоено звание «Заслуженный тренер России».
Судья высшей категории на всероссийских соревнованиях в одиночном и парном катании. Глава тренерского совета Федерации фигурного катания на коньках Свердловской области. С 12 декабря 2013 года - член Президиума Федерации фигурного катания на коньках Свердловской области.
В 2015 году принимала участие в первых учебно-тренировочных ледовых сборах, которые проходили весной в Первоуральске, присутствовала там в качестве специально приглашенного тренера.В этом же году она повышала квалификацию в РГППУ по программе «Организационно-педагогические и медико-биологические основы построения учебно-тренировочного процесса».